# Hassiba Boulmerka
Hassiba Boulmerka (arabisch حسيبة بولمرقة, DMG Ḥasība Bū-l-Marqa; * 10. Juli 1968 in Constantine) ist eine ehemalige algerische Mittelstreckenläuferin. Ihr gelang der erste Olympiasieg für Algerien überhaupt.

## Biografie
Boulmerka begann bereits als junges Mädchen mit Leichtathletik und spezialisierte sich auf die Mitteldistanzen 800 und 1500 Meter. Sie war erfolgreich in nationalen und regionalen Rennen, hatte aber keine nennenswerten Konkurrentinnen. Bei den Olympischen Spielen 1988 in Seoul schied sie in beiden Mitteldistanz-Rennen bereits im Vorlauf aus.
Boulmerkas Leistungen wurden allmählich immer besser und 1991 schaffte sie den internationalen Durchbruch. Bei den Weltmeisterschaften in Tokio gewann sie das 1500-Meter-Rennen und war damit die erste afrikanische Weltmeisterin in der Leichtathletik. Ihre Erfolge riefen nicht nur positive Reaktionen hervor. In ihrer Heimat wurde sie regelmäßig von islamischen Fundamentalisten bedroht, weil sie bei den Wettkämpfen angeblich viel zu freizügig angezogen sei. Boulmerka sah sich gezwungen, nach Europa umzuziehen und dort zu trainieren. Trotz all dieser Probleme gewann sie bei den Olympischen Spielen 1992 in Barcelona das 1500-Meter-Rennen und wurde somit die allererste algerische Olympiasiegerin.
Die nächsten zwei Saisons verliefen nicht so erfolgreich, dennoch gewann sie bei den Weltmeisterschaften 1993 in Stuttgart eine Bronzemedaille. Vor den Weltmeisterschaften 1995 in Göteborg hatte sie in der laufenden Saison kein einziges Rennen gewonnen. Dies hinderte sie jedoch nicht an ihrem Triumph über 1500 Meter. Es war ihr einziger Sieg in dieser Saison und auch ihr letzter großer Erfolg.
Sie nahm an den Olympischen Spielen 1996 in Atlanta teil, verstauchte sich jedoch während des Wettkampfs den Knöchel. Nach der Saison 1997, in der sie darauf verzichtet hatte, ihren Weltmeistertitel zu verteidigen, trat sie vom Spitzensport zurück. Später wurde Boulmerka in die Athletenkommission des IOC gewählt.